# Chevenon
Chevenon est une commune française située dans le département de la Nièvre, en région Bourgogne-Franche-Comté.

## Géographie

### Localisation

Carte de la Nièvre.

Le village de Chevenon est situé à 12 km au sud de Nevers.

### Climat
Pour des articles plus généraux, voir Climat de la Bourgogne-Franche-Comté et Climat de la Nièvre.
En 2010, le climat de la commune est de type climat océanique dégradé des plaines du Centre et du Nord, selon une étude du Centre national de la recherche scientifique s'appuyant sur une série de données couvrant la période 1971-2000. En 2020, Météo-France publie une typologie des climats de la France métropolitaine dans laquelle la commune est exposée à un climat océanique altéré et est dans la région climatique Centre et contreforts nord du Massif Central, caractérisée par un air sec en été et un bon ensoleillement.
Pour la période 1971-2000, la température annuelle moyenne est de 11,2 °C, avec une amplitude thermique annuelle de 16 °C. Le cumul annuel moyen de précipitations est de 829 mm, avec 11,6 jours de précipitations en janvier et 7,8 jours en juillet. Pour la période 1991-2020, la température moyenne annuelle observée sur la station météorologique de Météo-France la plus proche, « Nevers-Marzy », sur la commune de Marzy à 12 km à vol d'oiseau, est de 11,4 °C et le cumul annuel moyen de précipitations est de 783,5 mm. 
La température maximale relevée sur cette station est de 39,4 °C, atteinte le 31 juillet 2020 ; la température minimale est de −25 °C, atteinte le 9 janvier 1985,,.
Les paramètres climatiques de la commune ont été estimés pour le milieu du siècle (2041-2070) selon différents scénarios d'émission de gaz à effet de serre à partir des nouvelles projections climatiques de référence DRIAS-2020. Ils sont consultables sur un site dédié publié par Météo-France en novembre 2022.

## Urbanisme

### Typologie
Au 1er janvier 2024, Chevenon est catégorisée commune rurale à habitat dispersé, selon la nouvelle grille communale de densité à sept niveaux définie par l'Insee en 2022.
Elle est située hors unité urbaine. Par ailleurs la commune fait partie de l'aire d'attraction de Nevers, dont elle est une commune de la couronne,. Cette aire, qui regroupe 93 communes, est catégorisée dans les aires de 50 000 à moins de 200 000 habitants,.

### Occupation des sols
L'occupation des sols de la commune, telle qu'elle ressort de la base de données européenne d’occupation biophysique des sols Corine Land Cover (CLC), est marquée par l'importance des territoires agricoles (80,8 % en 2018), une proportion sensiblement équivalente à celle de 1990 (81,3 %). La répartition détaillée en 2018 est la suivante : terres arables (53 %), prairies (25,5 %), forêts (16 %), zones agricoles hétérogènes (2,3 %), eaux continentales (1,9 %), zones urbanisées (1,3 %). L'évolution de l’occupation des sols de la commune et de ses infrastructures peut être observée sur les différentes représentations cartographiques du territoire : la carte de Cassini (XVIIIe siècle), la carte d'état-major (1820-1866) et les cartes ou photos aériennes de l'IGN pour la période actuelle (1950 à aujourd'hui).

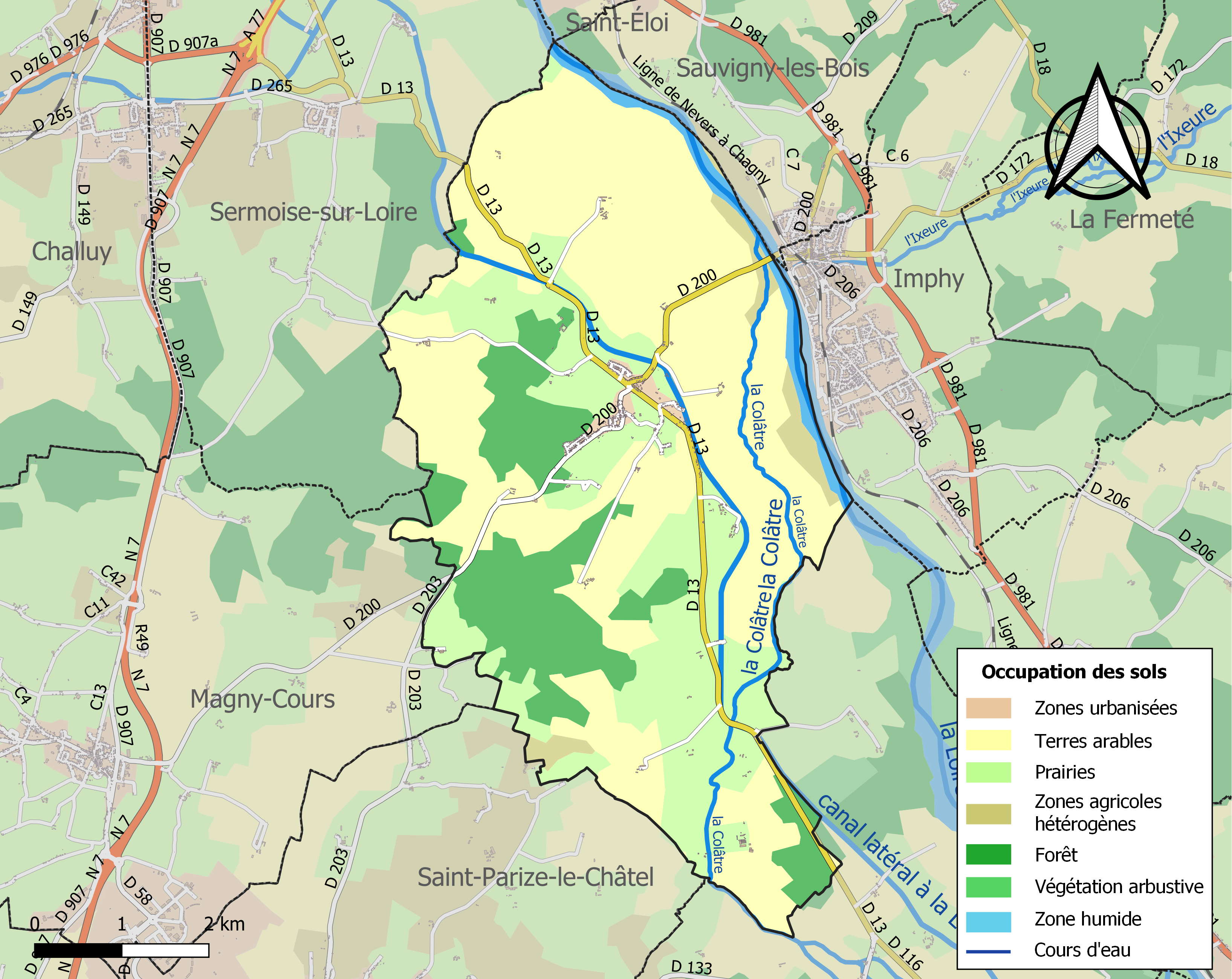
Carte des infrastructures et de l'occupation des sols de la commune en 2018 (CLC).

## Histoire
Au XIVe siècle, les seigneurs de Chevenon faisaient partie de l'entourage des rois Charles V et Charles VI.

## Politique et administration
| Période                                  | Période  | Identité        | Étiquette | Qualité  |
| ---------------------------------------- | -------- | --------------- | --------- | -------- |
| mars 2001                                | mai 2020 | Dany Delmas     | DVG       | Retraité |
| mai 2020                                 | En cours | Emmanuel Loctin |           |          |
| Les données manquantes sont à compléter. |          |                 |           |          |

## Démographie
L'évolution du nombre d'habitants est connue à travers les recensements de la population effectués dans la commune depuis 1793. Pour les communes de moins de 10 000 habitants, une enquête de recensement portant sur toute la population est réalisée tous les cinq ans, les populations de référence des années intermédiaires étant quant à elles estimées par interpolation ou extrapolation. Pour la commune, le premier recensement exhaustif entrant dans le cadre du nouveau dispositif a été réalisé en 2004.

En 2022, la commune comptait 632 habitants, en évolution de +9,72 % par rapport à 2016 (Nièvre : −3,28 %, France hors Mayotte : +2,11 %).
| 1793 | 1800 | 1806 | 1821 | 1831 | 1836 | 1841 | 1846 | 1851 |
| ---- | ---- | ---- | ---- | ---- | ---- | ---- | ---- | ---- |
| 320  | 250  | 325  | 375  | 353  | 490  | 530  | 644  | 612  |

| 1856 | 1861 | 1866 | 1872 | 1876 | 1881 | 1886 | 1891 | 1896 |
| ---- | ---- | ---- | ---- | ---- | ---- | ---- | ---- | ---- |
| 660  | 641  | 618  | 684  | 674  | 657  | 571  | 565  | 561  |

| 1901 | 1906 | 1911 | 1921 | 1926 | 1931 | 1936 | 1946 | 1954 |
| ---- | ---- | ---- | ---- | ---- | ---- | ---- | ---- | ---- |
| 537  | 540  | 530  | 496  | 470  | 458  | 463  | 492  | 547  |

| 1962 | 1968 | 1975 | 1982 | 1990 | 1999 | 2004 | 2006 | 2009 |
| ---- | ---- | ---- | ---- | ---- | ---- | ---- | ---- | ---- |
| 602  | 757  | 671  | 643  | 715  | 662  | 634  | 623  | 615  |

| 2014 | 2019 | 2022 | - | - | - | - | - | - |
| ---- | ---- | ---- | - | - | - | - | - | - |
| 584  | 618  | 632  | - | - | - | - | - | - |

## Culture locale et patrimoine

### Lieux et monuments

#### Monuments civils
- Château de Chevenon, vieux-Château de la fin du XIVe siècle, remanié au XVIe siècle, restauré au XIXe siècle, construit dans le style du château de Vincennes : haut logis quadrangulaire, 2 massives tours d'angle circulaires et 2 tours d'angle carrées, porche ogival flanqué de 2 tourelles semi-circulaires, haute tour d'escalier carrée, chemin de ronde à mâchicoulis ; salles voûtées, escalier à vis, 6 cheminées monumentales XIVe siècle, plafonds à la française XVIIe siècle. Classé Monument historique[17].
- Motte féodale du bois du Vieux-Château.
- Vestiges préhistoriques et antiques.
- Plan d'eau (2 ha), lavoir.

#### Monuments religieux
- Église Saint-Martin, église paroissiale de Chevenon. Sans coupole centrale XIIe, XIIIe et XVe siècles, remaniée.
- Église Saint-Étienne, ancienne église paroissiale de Jaugenay. Romane XIIe siècle (restauration) : plan rectangulaire, abside en cul de four, nef de 2 travées, coupole sur trompes, clocher carré, portail au riche décor. Classée Monument historique[18] (non affectée au culte). Accessible dans une cour de ferme, remarquable par ses proportions, sauvée de la ruine après avoir longtemps servi de grange depuis la Révolution. Ouverte tous les jours[19].

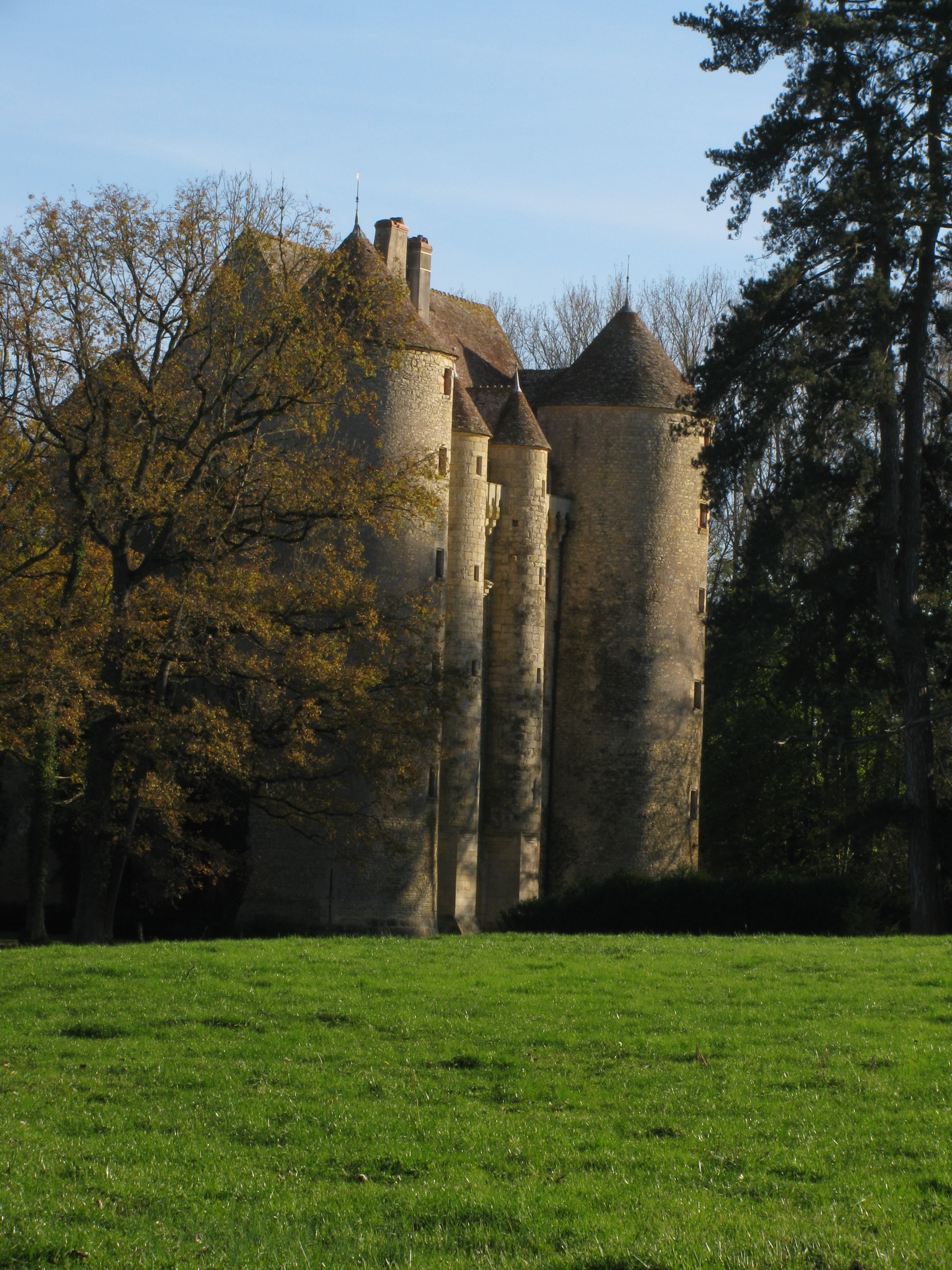
Le vieux-Château.
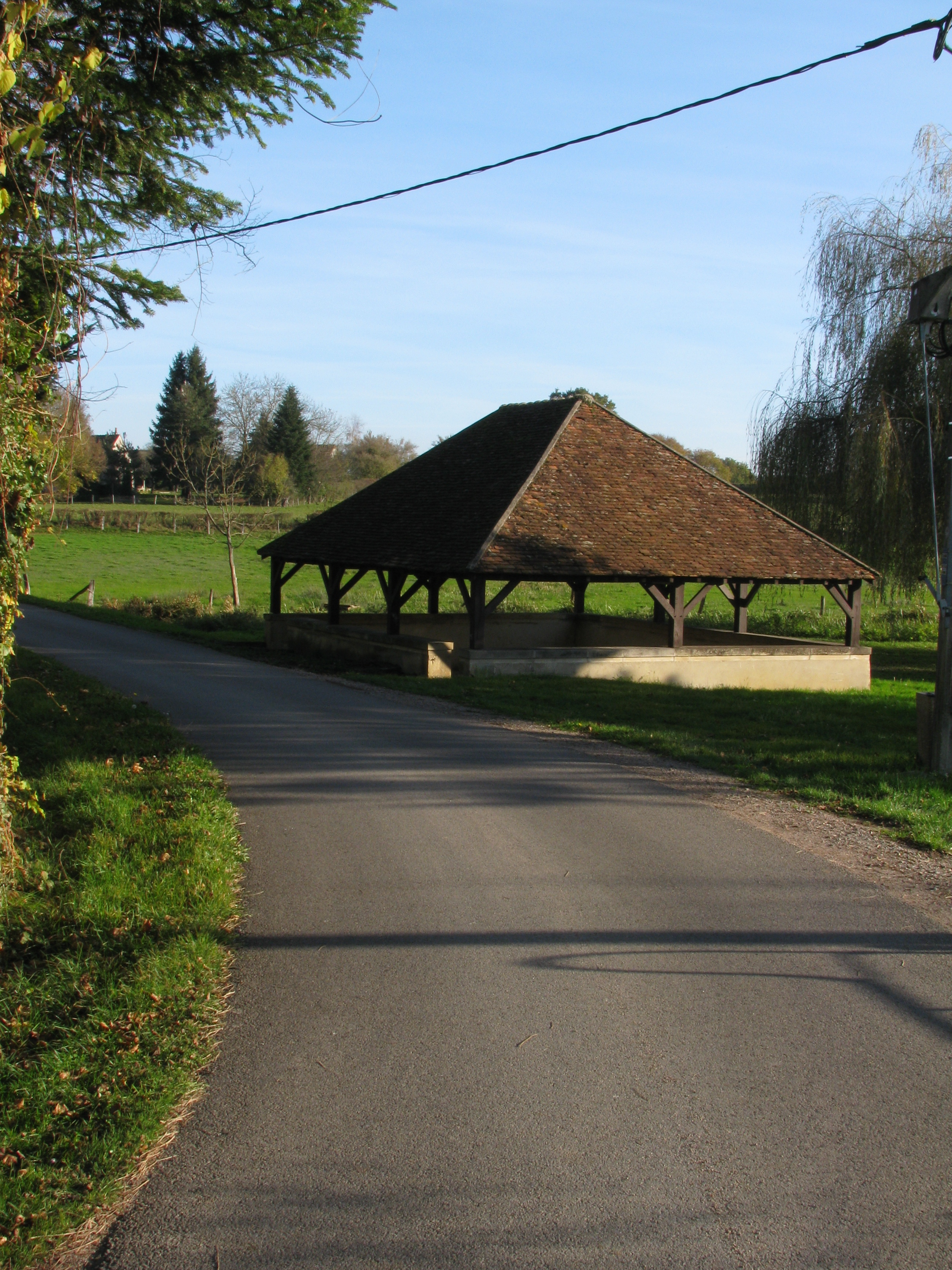
Le lavoir.
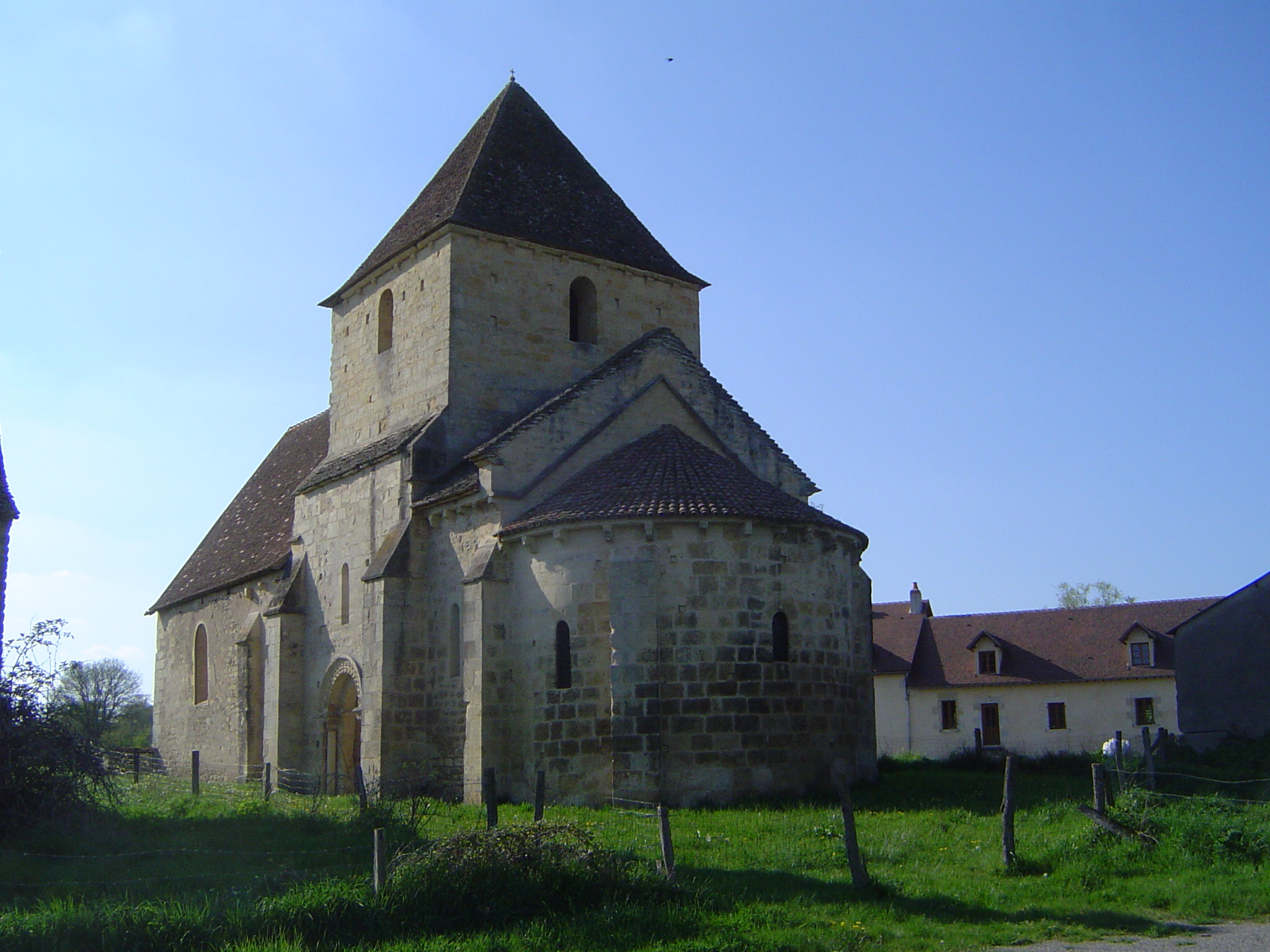
L'église Saint-Étienne de Jaugenay.
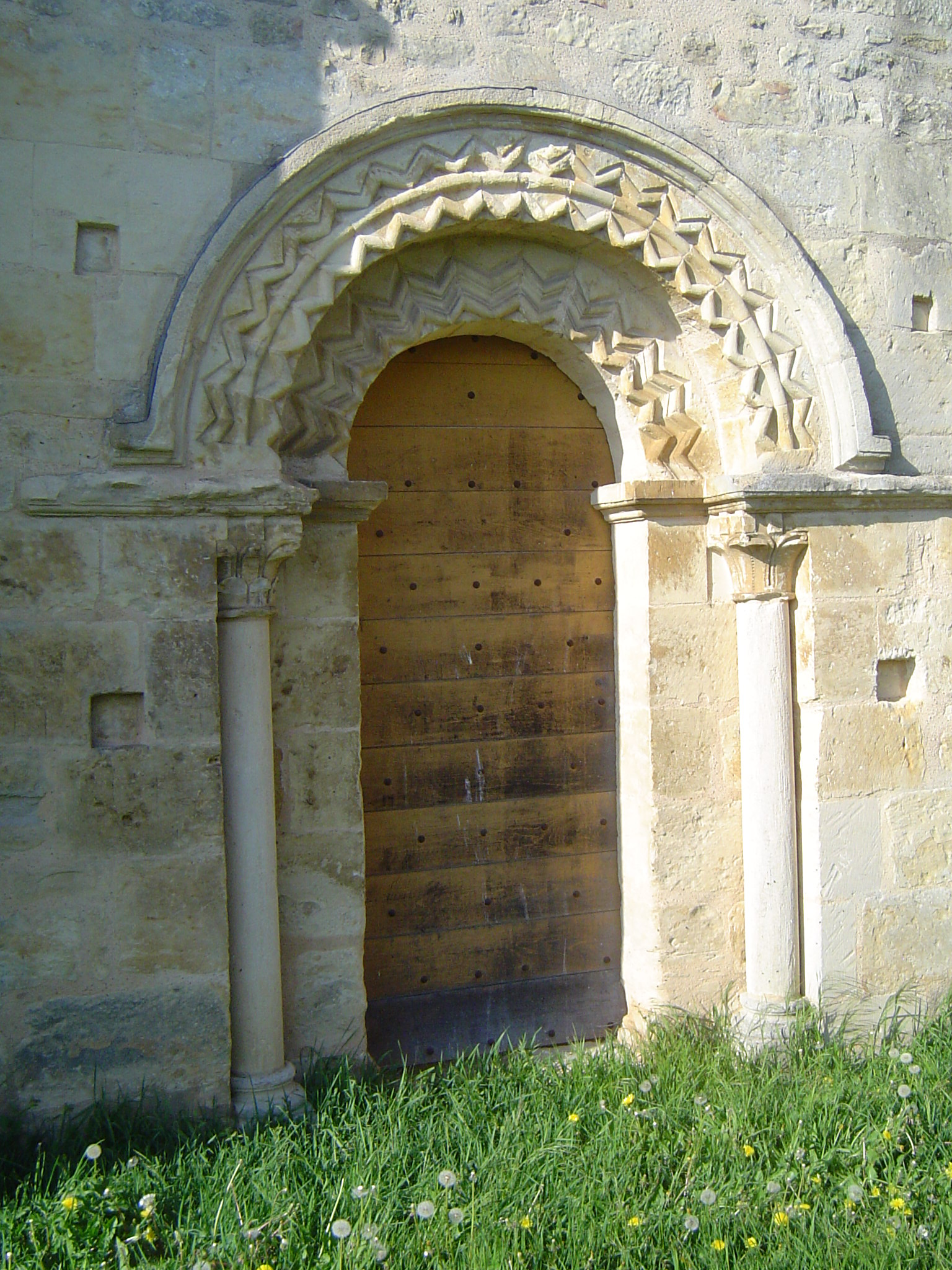
L'église Saint-Étienne de Jaugenay.
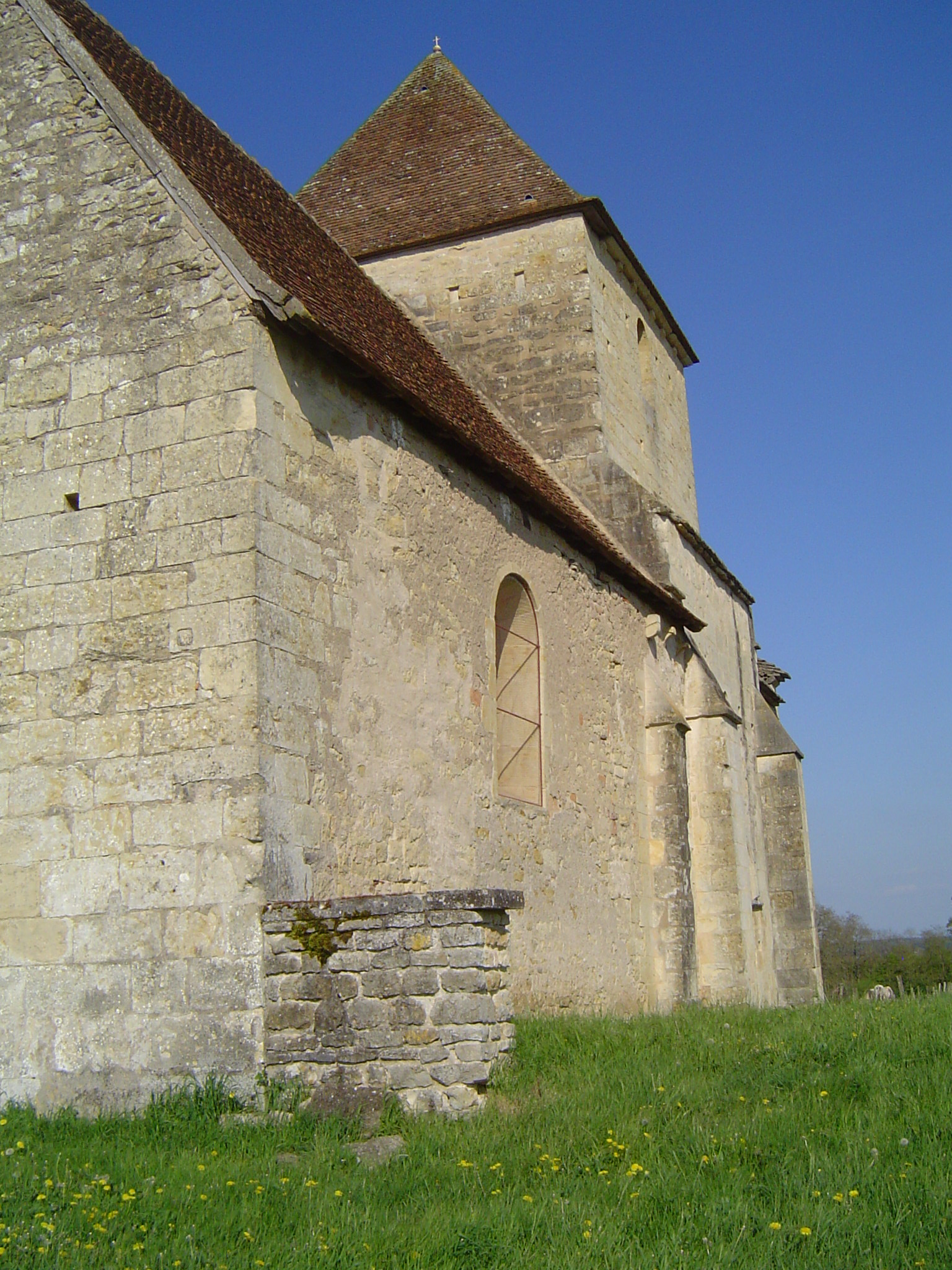
L'église Saint-Étienne de Jaugenay.
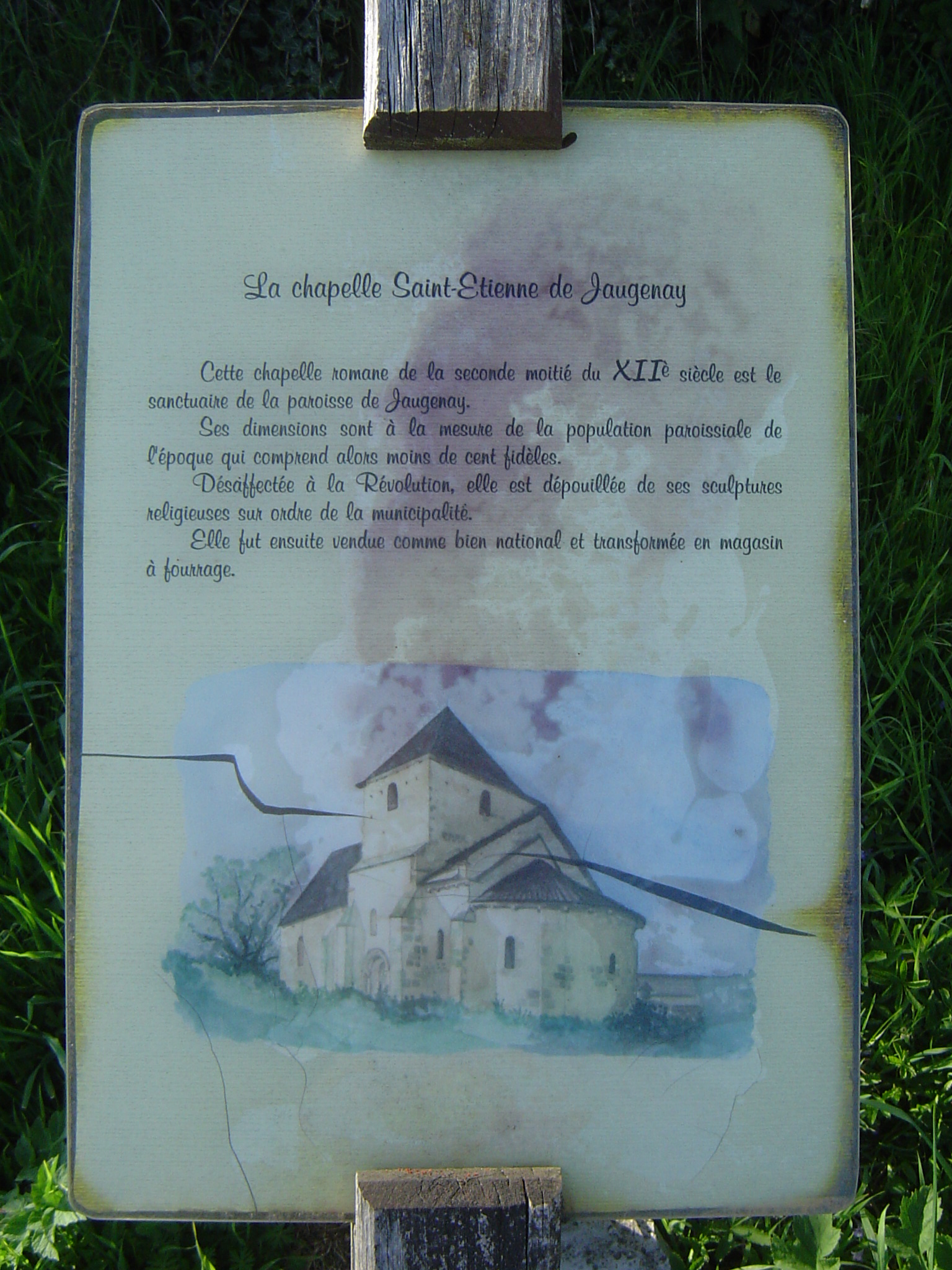
L'église Saint-Étienne de Jaugenay.

### Personnalités liées à la commune
- Le poète et pamphlétaire Jacques Carpentier de Marigny (1615-1670) est né au château de Marigny (ancienne paroisse de Jaugenay).